# Fluorid měďný
Fluorid měďný je anorganická sloučenina se vzorcem CuF.
Má sfaleritovou krystalickou strukturu.

## Příprava a reakce

### Příprava
Fluorid měďný může být vytvořen redukcí (jako redukční činidlo může být použit například sodík) nebo rozkladem fluoridu měďnatého:
CuF2 + Na → CuF + NaF.
Vzniklá směs fluoridů se převede na hydroxid sodný a měďný, k jejich oddělení se využije toho, že hydroxid sodný je na rozdíl od hydroxidu měďného rozpustný ve vodě.
2 CuF2 → 2 CuF + F2.

### Reakce
CuF se rozkládá na CuF2 a kovovou měď:
2 CuF → CuF2 + Cu.

## Podobné sloučeniny
- Fluorid draselný
- Fluorid lithný
- Fluorid sodný
- Fluorid stříbrný
- Chlorid měďný
- Bromid měďný
- Jodid měďný